# Honda XL 750 Transalp
Die Honda XL 750 Transalp ist ein Motorrad des japanischen Fahrzeugherstellers Honda. Die Reiseenduro wurde ab 2023 mit 755 cm³ angeboten.
Auf der EICMA 2022 kündigte Honda ein neues Modell unter diesem Namen an.
Es hat einen neuentwickelten Parallel-Zweizylinder-Motor mit 755 cm³ Hubraum und 270° Hubzapfenversatz der Kurbelwelle, der bei 9500/min maximal 68 kW (92 PS) leistet. Das maximale Drehmoment von 75 Nm wird bei 7250/min abgegeben. Die Bohrung beträgt 87 mm, der Hub 63,5 mm und das Verdichtungsverhältnis ist 11,0:1. Wie auch beim Vorgängermodell wird das Antriebsmoment über eine im Ölbad laufende Mehrscheibenkupplung auf die Getriebeeingangswelle übertragen; das Getriebe hat sechs Gänge.
Dank eines Stahlrohr-Brückenrahmens und einer Federgabel mit einem Federweg von 200 mm vorne und einer Hinterradschwinge mit 190 mm sind wie bei den Vorgängermodellen Fahrten im Gelände möglich. Die Bodenfreiheit beträgt 210 mm, der Radstand 1560 mm.
Mit 208 kg liegt das Gewicht des neuen Modells etwas über dem der alten Version.
Außer einer weiß-blauen werden auch Lackierungen in grau oder schwarz-metallic angeboten.